# Methanobacteriaceae
Las metanobacteriáceas (Methanobacteriaceae) son una familia de arqueas del orden Methanobacteriales. Fue la primera familia de metanógenas ser propuesto, en 1959. Contiene 49 especies.  Incluye arqueas con morfologías diferentes, incluyendo forma de coco y bacilo longo y corto. Por lo más, son Gram-positivas y no móviles, y tienen paredes celulares compuestas de seudomureína. Todas son estrictamente anaerobias y la mayor ganancia de energía mediante la reducción de dióxido de carbono con hidrógeno.